# Hispanic Causing Panic
Hispanic Causing Panic är debutalbumet av rapparen Kid Frost. Albumet släpptes år 1990 och anses vara ett av de första latin rap-albumen. Albumet innehåller hitsingeln "La Raza", som nådde nummer 42 på Billboard Hot 100.